# Eleições legislativas portuguesas de 1884
As eleições legislativas portuguesas de 1884 foram realizadas no dia 29 de junho.

## Resultados Nacionais
| ↓                   |                      |                      |                               |
| 110                 | 31                   | 8                    | 2                             |
| Partido Regenerador | Partido Progressista | Partido Constituinte | Partido Republicano Português |

| Partido | Partido                       | Uninominais (Continente) | Plurinominais | %            | +/-   | Total     | +/-     |
| Partido | Partido                       | Deputados                | Deputados     | %            | +/-   | Total     | +/-     |
| ------- | ----------------------------- | ------------------------ | ------------- | ------------ | ----- | --------- | ------- |
|         | Partido Regenerador           | 62 / 79                  | 48 / 90       | 72,9 / 100,0 | 16,2  | 110 / 169 | 12      |
|         | Partido Progressista          | 13 / 79                  | 18 / 90       | 20,5 / 100,0 | 16,1  | 31 / 169  | 25      |
|         | Partido Constituinte          | 4 / 79                   | 4 / 90        | 5,3 / 100,0  | 0,5   | 8 / 169   | Estável |
|         | Partido Republicano Português | 0 / 79                   | 2 / 90        | 1,3 / 100,0  | 0,3   | 2 / 169   | 1       |
| Fonte   | Fonte                         | Fonte                    | [ 1 ]         | [ 1 ]        | [ 1 ] | [ 1 ]     | [ 1 ]   |

### Gráfico
| Gráfico dos resultados        | Gráfico dos resultados        | Gráfico dos resultados | Gráfico dos resultados | Gráfico dos resultados |
| ----------------------------- | ----------------------------- | ---------------------- | ---------------------- | ---------------------- |
|                               |                               |                        |                        |                        |
| Partido Regenerador           | Partido Regenerador           |                        | 73%                    | 73%                    |
| Partido Progressista          | Partido Progressista          |                        | 21%                    | 21%                    |
| Partido Constituinte          | Partido Constituinte          |                        | 5%                     | 5%                     |
| Partido Republicano Português | Partido Republicano Português |                        | 1%                     | 1%                     |

Nota: o número de deputados eleitos de cada força política correspondem apenas ao eleitos no continente e nas ilhas.

## Resultados por círculo eleitoral
Os resultados por círculo eleitoral foram os seguintes:
| Distrito Eleitoral | Distrito Eleitoral         | Partido | Partido              | Deputado                                 | %            | Resultado |
| ------------------ | -------------------------- | ------- | -------------------- | ---------------------------------------- | ------------ | --------- |
| 29º                | Marco de Canavazes         |         | Partido Regenerador  | António Joaquim Vieira de Magalhães      | 57,5 / 100,0 |           |
| 30º                | Penafiel                   |         |                      | Manuel Pedro Guedes                      | 61,5 / 100,0 |           |
| 39º                | Anadia                     |         | Partido Progressista | José Luciano de Castro                   | 69,8 / 100,0 |           |
| 46º                | Oliveira do Hospital       |         |                      | António Freire Garcia Lobo               | 56,7 / 100,0 |           |
| 47º                | Guarda                     |         |                      | António Augusto Correia da Silva Cardoso | 61,2 / 100,0 |           |
| 47º                | Guarda                     |         |                      | Arthur de Amorim Sieuve de Seguier       | 61,2 / 100,0 |           |
| 47º                | Guarda                     |         |                      | Augusto Carlos de Sousa Lobo Poppe       | 61,2 / 100,0 |           |
| 47º                | Guarda                     |         |                      | Joaquim Simões Ferreira                  | 37,3 / 100,0 |           |
| 57º                | Penacova                   |         |                      | Fortunato Vieira das Neves               | 56,5 / 100,0 |           |
| 58º                | Pinhel                     |         |                      | Adriano Emílio de Sousa Cavalheiro       | 62,6 / 100,0 |           |
| 63º                | Covilhã                    |         | Partido Regenerador  | Ernesto Hintze Ribeiro                   | 46,1 / 100,0 |           |
| 64º                | Idanha-a-Nova              |         |                      | João António Franco Frazã                | 39,8 / 100,0 |           |
| 71º                | Cadaval                    |         | Partido Regenerador  | Frederico Arouca                         | 80,1 / 100,0 |           |
| 74º                | Mafra                      |         | Partido Regenerador  | Joaquim Germano de Sequeira              | 52,1 / 100,0 |           |
| 75º                | Sintra                     |         |                      | António de Sousa Pinto de Magalhães      | 32,0 / 100,0 |           |
| 75º                | Belém                      |         | Partido Progressista | Pedro Augusto Franco                     | 60,9 / 100,0 |           |
| 80º                | Setúbal                    |         | Partido Regenerador  | Alfredo Barjona de Freitas               | 76,8 / 100,0 |           |
| 81º                | São Thiago do Cacem        |         | Partido Regenerador  | Augusto Fuschini                         | 67,6 / 100,0 |           |
| 82º                | Santarém                   |         |                      | Antonio Mendes Pedroso                   | 55,2 / 100,0 |           |
| 83º                | Cartaxo                    |         | Partido Progressista | Mariano de Carvalho                      | 92,0 / 100,0 |           |
| 84º                | Torres Novas               |         | Partido Regenerador  | Sebastião de Sousa Dantas Baracho        | 83,3 / 100,0 |           |
| 85º                | Tomar                      |         |                      | António Bernardo da Costa Cabral         | 56,8 / 100,0 |           |
| 86º                | Abrantes                   |         | Partido Regenerador  | José Alves Pimenta de Avelar Machado     | 91,8 / 100,0 |           |
| 90º                | Odemira                    |         |                      | Joaquim António Neves                    | 77,5 / 100,0 |           |
| 93º                | Vila Real de Santo António |         | Partido Regenerador  | Agostinho Lucio da Silva                 | 53,7 / 100,0 |           |
| 95º                | Silves                     |         |                      | José Gregório de Figueiredo Mascarenhas  | 54,5 / 100,0 |           |